# 周坤玉
周坤玉（Catherine Joe），父親是美國煙草商人。她與胞妹周坤玲（Patricia Joe）都是美國電影女明星及商人。她年輕時曾參予美國舊金山華埠「Grandview Film Company」（大觀影片公司）的粵語電影演出。
周坤玉（Catherine Joe）與胞妹周坤玲（Patricia Joe）以美國「全美至德三德總公所」青年部婦女領袖的身份，搭乘國泰航空公司CX053號班機在1966年7月6日（星期三）下午2時30分抵達香港作東南亞考察，100多人到機場迎接。位於香港島上環文咸東街 的「香港至德總會」在1966年7月10日（星期日）晚上設歡迎宴。

## 周坤玉的電影
- 美國黑白粵語喜劇電影《佳偶天成》（1947年1月12日（星期日）公映）
- 美國黑白粵語喜劇電影《鸞鳳和鳴》（1947年2月15日（星期六）公映）
- 美國黑白粵語喜劇電影《黑市夫妻》（1947年6月20日（星期五）公映）

## 外部連結
- 香港電影資料館：周坤玉（Catherine Joe）演出電影的記錄[永久]
- 周坤玉與周坤玲的抗日宣傳照片（1939年2月）（页面存档备份，存于）